# Taekwondo klub Marjan
Taekwondo kluba Marjan hrvatski je taekwondo klub iz Splita.
Klub je osnovao Toni Tomas, kada je imao samo 18 godina. Klub je započeo sa skromnim prostorima - tri termina u maloj školskoj dvorani. Međutim, danas klub raspolaže s tri velika centra koja su na raspolaganju sportašima 24 sata dnevno. Ima 8 dvorana ukupne površine 2902 m2 s preko 1000 polaznika. Odličan napredak kluba vidi se i po tome što danas brojne svjetske taekwondo reprezentacije dolaze na pripreme upravo u Split. 
Uspjesi članova kluba su: 4 olimpijske medalje, 11 svjetskih, 66 europskih, 42 puta ekipni prvaci Hrvatske i 180 položenih crnih pojaseva. Zlatnu medalju na Olimpijskim igrama osvojila je Matea Jelić (Tokio 2020.), a brončane su osvojili: Lucija Zaninović (London 2012.), Toni Kanaet (Tokio 2020.) i Lena Stojković (Pariz 2024.) Na Olimpijskim igrama mladih, Ivana Babić osvojila je zlatnu medalju, dok je Lena Stojković osvojila broncu. Nadalje, na Olimpijskim igrama gluhih, Matea Kolovrat i Petra Goleš su donijele zlato i srebro za Hrvatsku. Ovi rezultati pokazuju da je taekwondo klub Marjan vjerojatno jedini u svijetu koji se može pohvaliti s medaljama s čak tri različite olimpijske manifestacije - Olimpijske igre mladih, Olimpijske igre gluhih, i redovne Olimpijske igre.
Lena Stojković je najtrofejnija sportašica taekwondo kluba Marjan. Ima dva zlata sa svjetskih prvenstava, tri sa europskih i broncu s Olimpijskih igara.